# Grammarctia bilinea
Grammarctia bilinea là một loài bướm đêm thuộc phân họ Arctiinae, họ Erebidae.